# Vaughn Meader
Abbott Vaughn Meader (* 20. März 1936 in Waterville, Maine; † 29. Oktober 2004 in Auburn, Maine) war ein US-amerikanischer Comedian, Parodist, Musiker und Schauspieler. Bekannt wurde er durch Parodien von John F. Kennedy.

## Leben
Meader wurde im Jahr 1936 in Waterville im US-Bundesstaat Maine geboren. Nachdem sein Vater bei einem Unfall beim Schwimmen gestorben war, als Vaughn ein Jahr alt gewesen war, kam er in ein Kinderheim in Massachusetts. Danach durchlebte er eine chaotische Jugend, besuchte insgesamt fünf Highschools. Er erlange Bekanntheit durch das Comedy-Album „The first family“, in dem er den US-Präsidenten John F. Kennedy parodierte. Dieses wurde im November des Jahres 1962 veröffentlicht und wurde innerhalb von zwei Wochen 1,2 Millionen Mal verkauft. Damit war es damals das sich am schnellsten verkaufende Album aller Zeiten. 1963 gewann das Album den Grammy für das Album des Jahres. Insgesamt wurde es 7,5 Millionen Mal verkauft. Ungefähr sechs Monate nach der Veröffentlichung von „the first family“ erschien „The first family Vol.2“, das sich ebenfalls mehrere hunderttausende Male verkaufte. Durch seine Erfolge gelangte er zu großer Bekanntheit in den Vereinigten Staaten und war auch als Schauspieler gefragt. Mit dem Attentat auf Kennedy am 22. November 1963 in Dallas war Meaders Karriere de facto beendet. Seine Kennedy-Parodien wurden nicht mehr verkauft. Meader nannte den Tag, an dem Kennedy ermordet wurde, den Tag, „an dem ich starb“. Er kam vermehrt in Kontakt mit Alkohol und anderen Drogen. Auch der große berufliche Erfolg blieb aus. Er leitete einen Pub in Hallowell (Maine) und trat gelegentlich in kleinen Kneipen als Sänger oder Comedian auf. Meader war dreimal verheiratet, die Ehen wurden aber alle geschieden. Am 29. Oktober 2004 starb er im Alter von 68 Jahren an einem Herzleiden.

## Filmografie und Auftritte
- The Ed Sullivan Show (1963–1964)
- The Match Game (1963)
- The Andy Williams Show (1963)
- Hootenanny (1963–1964)
- The Joey Bishop Show (1964)
- Linda Lovelace for President (1975)
- Der Gangsterboss von New York (1975)
- Good Old Days Part II (1978)[7]